# Eliza Wozemberg
Elisawet (Eliza) Wozemberg-Wrionidi, gr. Ελισσάβετ (Ελίζα) Βόζεμπεργκ-Βρυωνίδη (ur. 14 września 1956 w Atenach) – grecka prawniczka i polityk, adwokat, deputowana krajowa, posłanka do Parlamentu Europejskiego VIII, IX i X kadencji.

## Życiorys
Ukończyła studia prawnicze na Uniwersytecie Narodowym im. Kapodistriasa w Atenach. Uzyskała uprawnienia adwokata, rozpoczynając praktykę w zawodzie i specjalizując się w sprawach karnych. W ramach aktywności w samorządzie zawodowym przez piętnaście lat kierując izbą adwokacką w Atenach, reprezentując też krajową palestrę w europejskim zrzeszeniu CCBE. Zaangażowała się także w działalność w organizacjach kobiecych, a także w działalność polityczną, wstępując do Nowej Demokracji. W wyborach w 2009 uzyskała mandat posłanki do Parlamentu Hellenów.
W 2012 została usunięta z klubu parlamentarnego ND za złamanie dyscypliny partyjnej, kadencję kończyła jako niezależna. Rok później w porozumieniu z Andonisem Samarasem powróciła do Nowej Demokracji. W 2014 z ramienia tego ugrupowania została wybrana do Europarlamentu VIII kadencji. Z powodzeniem ubiegała się o reelekcję w 2019 i 2024.